# Santa Fe (Leyte)
Pour les articles homonymes, voir Santa Fe.
Santa Fe est une ville des Philippines qui, selon le recensement de 2000, comptait 17 427 habitants.